# Asia League Ice Hockey 2004/05
Die Saison 2004/05 war die zweite Spielzeit der Asia League Ice Hockey, der höchsten ostasiatischen Eishockeyspielklasse. Meister wurde zum ersten Mal überhaupt in der Vereinsgeschichte der Kokudo Ice Hockey Club.

## Modus
In der regulären Saison absolvierte jede der acht Mannschaften insgesamt 42 Spiele. Die vier bestplatzierten Mannschaften der regulären Saison qualifizierten sich für die Playoffs, in denen der Meister ausgespielt wurde. Für einen Sieg nach regulärer Spielzeit erhielt jede Mannschaft drei Punkte, bei einem Sieg nach Overtime zwei Punkte, bei einem Unentschieden und einer Niederlage nach Overtime gab es einen Punkt und bei einer Niederlage nach der regulären Spielzeit null Punkte.

## Reguläre Saison

### Tabelle
|    | Klub                    | Sp | S  | OTS | U | OTN | N  | Tore    | Punkte |
| -- | ----------------------- | -- | -- | --- | - | --- | -- | ------- | ------ |
| 1. | Nippon Paper Cranes     | 42 | 31 | 0   | 5 | 0   | 6  | 206:085 | 98     |
| 2. | Kokudo Ice Hockey Club  | 42 | 31 | 0   | 4 | 1   | 6  | 208:090 | 98     |
| 3. | Golden Amur             | 42 | 26 | 1   | 3 | 1   | 11 | 204:090 | 84     |
| 4. | Ōji Eagles              | 42 | 24 | 2   | 2 | 1   | 13 | 181:124 | 79     |
| 5. | Anyang Halla            | 42 | 17 | 1   | 5 | 1   | 18 | 152:140 | 59     |
| 6. | Nikkō Ice Bucks         | 42 | 13 | 1   | 2 | 2   | 24 | 110:125 | 45     |
| 7. | Harbin Ice Hockey Team  | 42 | 7  | 2   | 1 | 0   | 32 | 091:225 | 26     |
| 8. | Qiqihar Ice Hockey Team | 42 | 1  | 0   | 0 | 1   | 40 | 053:326 | 4      |

Sp = Spiele, S = Siege, U = Unentschieden, N = Niederlagen, OTS = Overtime-Siege, OTN = Overtime-Niederlage, SOS = Penalty-Siege, SON = Penalty-Niederlage

## Playoffs
|  | Halbfinale | Halbfinale             | Halbfinale |  |  | Finale | Finale                 | Finale |
|  |            |                        |            |  |  |        |                        |        |
|  |            |                        |            |  |  |        |                        |        |
|  | 1          | Nippon Paper Cranes    | 3          |  |  |        |                        |        |
|  | 4          | Ōji Eagles             | 1          |  |  |        |                        |        |
|  |            |                        |            |  |  | 1      | Nippon Paper Cranes    | 1      |
|  |            |                        |            |  |  | 2      | Kokudo Ice Hockey Club | 3      |
|  | 2          | Kokudo Ice Hockey Club | 3          |  |  |        |                        |        |
|  | 3          | Golden Amur            | 0          |  |  |        |                        |        |
|  |            |                        |            |  |  |        |                        |        |

### ALIH-Meister
| ALIH-Meister Kokudo Ice Hockey Club | Torhüter: Naoya Kikuchi, Shiro Matsumoto Verteidiger: Yutaka Kawaguchi, Ryūichi Kawai, Masahiro Kawamura, Takayuki Kobori, Hiroyuki Miura, Fumitaka Miyauchi, Tomohito Okubo, Kazuyoshi Yamaguchi, Koichi Yamazaki Angreifer: Chris Bright, Kiyoshi Fujita, Tōru Kamino, Tomohito Kobayashi, Yōsuke Kon, Shuji Masuko, Daisuke Obara, Joel Prpic, Keiji Sasaki, Yuichi Sasaki, Takahito Suzuki, Kei Tonosaki, Tomohiko Uchiyama, Chris Yule Cheftrainer: Kunio Takagi |